# 구글 사전
구글 사전(Google Dictionary)은 구글 검색에서 "define" 연산자 및 기타 유사 문구를 통해 접근할 수 있는 구글의 온라인 사전 서비스이다. 구글 번역에서, 그리고 구글 크롬 확장 기능을 통해서도 사용할 수 있다. 영어의 경우 사전의 내용은 옥스퍼드 대학교 출판부의 OxfordDictionaries.com의 라이선스를 받았다. 영어, 스페인어, 프랑스어, 한국어 등 다른 언어도 지원한다. 한국어의 경우 DIOTEK의 뉴에이스 국어사전의 라이선스를 받아 사용한다.
마이크로소프트의 빙은 비슷한 사전 서비스를 제공하며 똑같이 옥스퍼드 사전의 사전 데이터의 라이선스를 받는다. 애플 또한 iOS, macOS 제품들에 대해 옥스퍼드로부터 사전 데이터의 라이선스를 받는다.

## 같이 보기
- 구글
- 구글의 제품 목록